# Geotrygon caniceps
Rola-perdiz-de-testa-cinza ou rolinha-de-cabeça-cinzenta (Geotrygon caniceps) é uma espécie de ave da família Columbidae.
Pode ser encontrada nos seguintes países: Cuba e o República Dominicana.
Os seus habitats naturais são florestas subtropicais ou tropicais húmidas de baixa altitude, pântanos subtropicais ou tropicais, regiões subtropicais ou tropicais húmidas de alta altitude e plantações .
Está ameaçada por perda de habitat.